# Sobór Świętych Cyryla i Metodego w Michalovcach

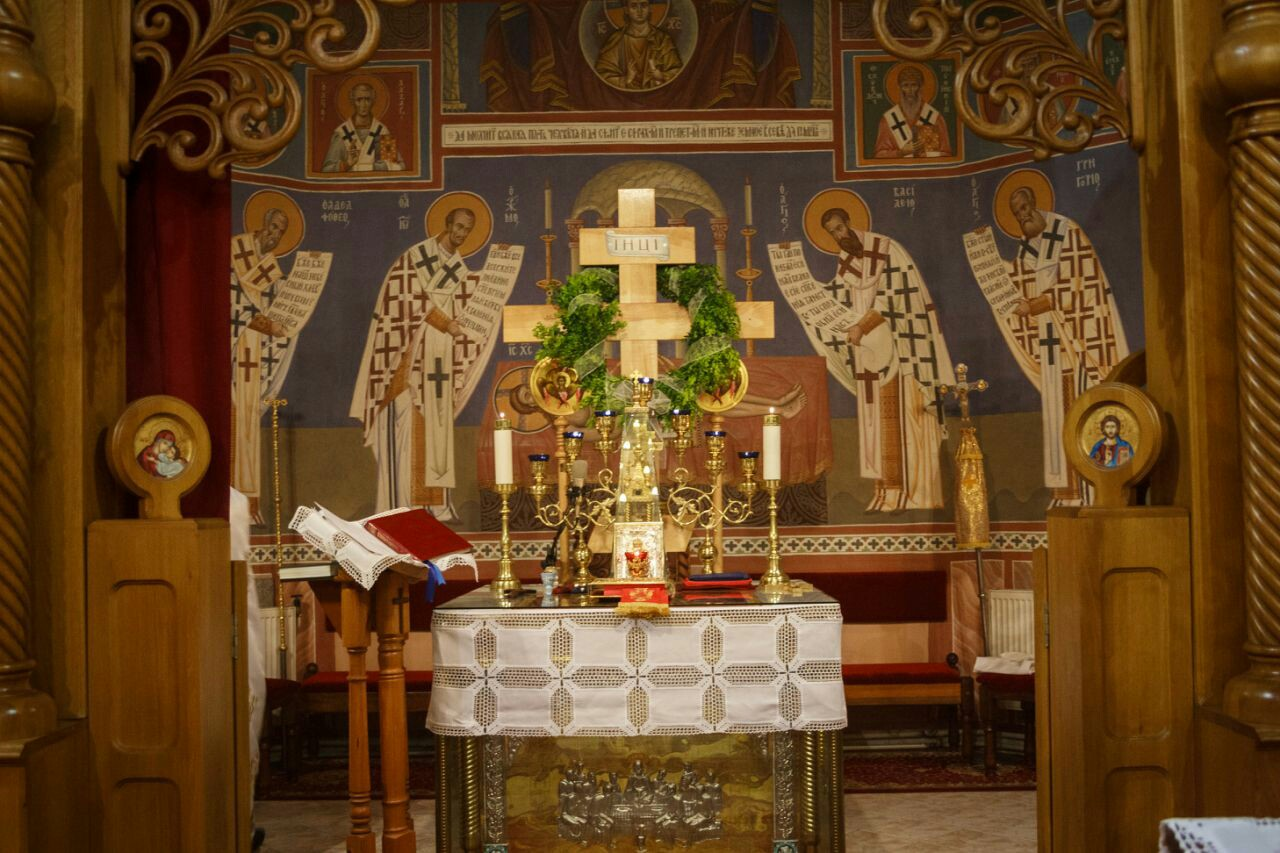
Ołtarz

Sobór Świętych Równych Apostołom Cyryla i Metodego – prawosławny sobór katedralny i parafialny w Michalovcach. Główna świątynia eparchii michałowsko-koszyckiej Kościoła Prawosławnego Czech i Słowacji.

## Położenie
Sobór znajduje się w pobliżu centrum miasta, przy skrzyżowaniu ulic Duklianskiej i Masarykovej .

## Historia
Świątynię wzniesiono w latach 1993–1996, według projektu Jozefa Nemca . Poświęcenia obiektu dokonali 18 maja 1996 r. patriarcha moskiewski i całej Rusi Aleksy II oraz metropolita ziem czeskich i Słowacji Doroteusz.

## Architektura
Budowla orientowana, murowana (szkielet żelbetowy, wypełnienie ceglane). Od strony zachodniej przedsionek z nadbudowaną wieżą-dzwonnicą  z 15 dzwonami (z których 12 zostało odlanych w Rosji). Część nawowa na planie ośmioboku, z dodatkowymi pomieszczeniami od południa i północy. Prezbiterium mniejsze od nawy, zamknięte prostokątnie (z obrazem od strony zewnętrznej, przedstawiającym patronów świątyni). Dachy soboru pokryte blaszanymi płytkami w kolorze niebieskim. Część nawową pokrywa ośmioboczny dach (wsparty na ośmiu kolumnach – po cztery w dwóch rzędach), zwieńczony położoną centralnie dużą kopułą oraz czterema wieżyczkami z kopułkami .
Wewnątrz znajduje się dębowy ikonostas, wykonany w Rosji. Ściany wewnętrzne zdobią polichromie autorstwa rosyjskich i czeskich ikonografów.